# Piz Bernina
O Piz Bernina é a montanha mais alta dos Alpes Orientais e da cordilheira Bernina. Com 4049 m de altitude e 2234 m de proeminência topográfica (é a quinta mais proeminente dos Alpes). É um dos cumes dos Alpes com mais de 4000 m de altitude mais oriental da cordilheira e o ponto mais alto do cantão dos Grisões, na Suíça. Na classificação SOIUSA, é o pico mais alto da secção alpina Alpes Réticos Ocidentais, integrados nos Alpes Centrais Orientais.
O Piz Bernina fica perto de St. Moritz, um dos centros de esqui mais conhecidos dos Alpes suíços.
A montanha deve o seu nome ao passo da Bernina, que lhe foi dado em 1850 pelo topógrafo suíço Johann Coaz, que também foi o primeiro a subir até ao topo, em conjunto com J.R. Tschamer e L.R. Tschamer, em 13 de setembro de 1850.

## Geografia

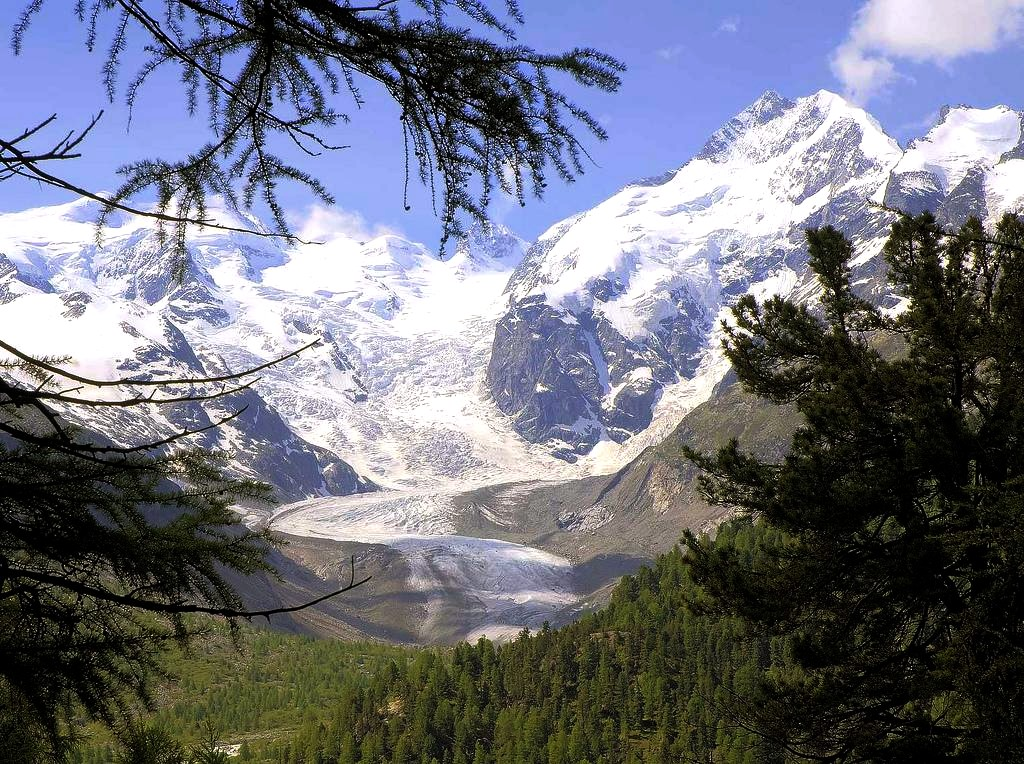
Piz Bernina e glaciar de Morteratsch.

O Piz Bernina é um dos poucos picos de mais de 4000 metros isolados nos Alpes. É o ponto culminante de um grupo de cumes ligeiramente inferiores a 4000 metros que se situam sobretudo na cadeia principal entre a Suíça e a Itália (como o Piz Scerscen, o Piz Zupò e o Piz Palü). O único outro cume que supera os 4000 m na zona é o subcume sul, chamado La Spedla em romanche), que significa "espalda". O La Spedla é também o ponto mais alto no lado italiano do maciço. 
O cume fica na cadeia perpendicular (orientada de norte a sul) que começa no Spalla na fronteira Itália-Suíça e acaba em Piz Chalchagn, composta também pelo Piz Morteratsch e pelo Piz Boval.
O Piz Bernina separa dois vales glaciares, o glaciar Tschierva a oeste e o glaciar Morteratsch a leste. As águas fluem para ambos os lados da montanha acabando no rio Eno. A sul do Piz Bernina a vertente separa as bacias hidrográficas do rio Danúbio (que corre para o Mar Negro) e do rio Pó (que drena para o mar Adriático). O cume do Piz Bernina é o ponto culminante da bacia hidrográfica do Danúbio.

## Classificação SOIUSA
Segundo a classificação SOIUSA, o Piz Bernina pertence:
- Grande Parte: Alpes Orientais
- Grande setor: Alpes Centrais Orientais
- Secção: Alpes Réticos Ocidentais
- Subsecção: Alpes de Bernina
- Supergrupo: Cadeia Bernina-Scalino
- Grupo: Maciço de Bernina
- Subgrupo: Grupo do Bernina
- Código: II/A-15.III-A.1.c

## Geologia
As rochas que compõem o Piz Bernina são dioritos e gabros. O maciço em geral é composto também por granitos (Piz Corvatsch, Piz Palü). A maior parte da montanha pertence aos nappes austroalpinos, uma unidade tectónica cujas rochas provêm da placa apuliana, um pequeno continente que se arrancou de África (Gondwana) antes da orogenia alpina. Os nappes austroalpinos são comuns em todos os Alpes Orientais.

## Panorama

Panorama de Diavolezza. Da esquerda para a direita: Piz Palü, Bellavista, Crast' Agüzza (pequeno pico rochoso no meio), Piz Bernina e Piz Morteratsch